# Saint-Jean-de-Gonville
Saint-Jean-de-Gonville är en kommun i departementet Ain i regionen Auvergne-Rhône-Alpes i östra Frankrike. Kommunen ligger i kantonen Collonges som ligger i arrondissementet Gex. Kommunens areal är 12,36 km². År 2022 hade Saint-Jean-de-Gonville 2 042 invånare.

## Befolkningsutveckling
Antalet invånare i kommunen Saint-Jean-de-Gonville
Referens: INSEE